# Родькіно
Ро́дькіно (рос. Родькино, ерз. Родя веле) — присілок у складі Ковилкінського району Мордовії, Росія. Входить до складу Великоазяського сільського поселення.
Населення — 43 особи (2010; 59 у 2002).
Національний склад станом на 2002 рік:
- мордва — 100 %